# آلیله سر
الیله سر یک روستا در ایران است که در دهستان انی واقع شده‌است. آلیله سر ۱۶۹ نفر جمعیت دارد.